# Loup Besmond de Senneville
Loup Besmond de Senneville est un journaliste français né le 20 juin 1985.

## Biographie
Après des études de Philosophie à Paris 1, il intègre le centre universitaire d'enseignement du journalisme (CUEJ) de Strasbourg de 2006 à 2008. Il est ensuite journaliste à Euractiv.fr, chargé des questions européennes, de 2008 à 2011.
Il intègre le service Religions de La Croix en 2011, et anime le projet Urbi et orbi Africa à partir de 2016. Il devient chef de la rubrique bioéthique en septembre 2017. A partir du 31 août 2020, il est l'envoyé spécial permanent de La Croix à Rome,. Alice Le Dréau prend sa suite à la rubrique bioéthique. Le 27 juin 2024, La Croix annonce sa nomination comme rédacteur en chef adjoint, et la fin de sa mission à Rome le 31 juillet 2024. Il est remplacé à Rome par Mikael Corre.

## Ouvrages et publications
- Chercher Dieu et veiller sur l'homme. Livre d'entretiens avec le théologien Xavier Lacroix, Bayard 2014
- Protestants-Catholiques Ce qui nous sépare encore, Entretiens avec Michel Kubler et François Clavairoly, Bayard, 2017.
- Et si c’était la fin d'un monde : enquête et entretiens sur la loi de bioéthique 2020, avec Martin Steffens, Bayard, 2019  (ISBN 978-2227496835)
- « La diplomatie du Saint-Siège, entre réalisme et prophétisme », Études, no 4 « Avril »,‎ 2022, p. 9-18 (DOI 10.3917/etu.4292.0009, lire en ligne)
- « François, le pape du basculement au sud », Études, nos 7-8 « Juillet-Août »,‎ 2024, p. 83-92 (DOI 10.3917/etu.4317.0084, lire en ligne)
- Vatican secret : Quatre années au cœur du plus petit État du monde, Stock, coll. « Documents », 7 mai 2025, 240 p. (ISBN 9782234097834)